# 스털링 실버

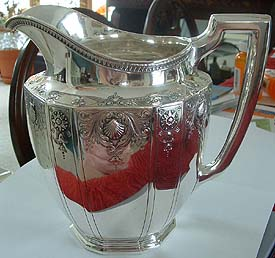

스털링 실버(sterling silver)는 925 실버(925 silver) 또는 925 S 라고도 불리기도 한다. 은이 92.5%, 다른 금속(일반적으로 구리를 사용함) 7.5%가 함유된 은 합금이다.
순은(Fine silver)에 비하여 강한 스털링 실버는 주로 귀금속 및 액세서리, 등에 사용되고 있다.

## 같이 보기
- 파운드 스털링